# 臭素酸ストロンチウム
臭素酸ストロンチウム（しゅうそさんストロンチウム、Strontium bromate）は実験室や工業ではめったに考えられない化学物質である。しかし、オリバー・サックスの『タングステンおじさん』では言及されており、この中でこの塩は飽和水溶液から結晶化すると輝くと書かれている。化学的にはこの塩は水に可溶であり、適度に強い酸化剤である。
摂取すると毒性があり、接触もしくは吸入すると皮膚や気道に刺激を与える。化学式はSr(BrO3)2である。